# Juillet en septembre
Pour plus de détails, voir Fiche technique et Distribution.
Juillet en septembre est un film français réalisé par Sébastien Japrisot, sorti en 1988.

## Synopsis
Une jeune fille arrive au Cap-les-Pins, un petit village au bord de la mer. Elle s'appelle Juillet car on l'a trouvée ici, seule et orpheline, abandonnée au pied du phare, un 14 Juillet. Elle va essayer de se faire des amis sans y parvenir, épiant tout le monde, jusqu'à sa rencontre avec un autre solitaire, un tueur psychopathe.

## Fiche technique
- Titre français : Juillet en septembre
- Réalisation : Sébastien Japrisot
- Scénario : Sébastien Japrisot
- Photographie : Edmond Richard
- Musique : Éric Demarsan
- Pays d'origine :  France
- Format : Couleurs
- Genre : policier
- Date de sortie : 1988

## Distribution
- Lætitia Gabrielli : Camille Juillet
- Anne Parillaud : Marie
- Éric Damain : Jacques
- Daniel Desmars : Marbas
- Gisèle Pascal : Madame Dewacker
- Jean Gaven : Monsieur Challe
- Pascale Pellegrin : Domino
- France Dougnac : Dottie
- Florence Geanty : Marthe
- Daniel Langlet : M. Touquet

## Analyse
L'action se déroule dans une petite station balnéaire, le Cap-les-Pins, dans les Landes. Ce village est fictif mais le tournage du film a eu lieu au Cap Ferret. Plusieurs scènes ont été tournées aussi dans la commune de Lesparre-Médoc. On peut reconnaître le quartier de Saint-Trélody, avec l'ancienne école, la grande place, l'église et ses rues adjacentes.
Dans le film Le Passager de la pluie qui se passe également dans une station balnéaire, Sébastien Japrisot avait déjà utilisé le nom de Cap-les-Pins. Il avait situé cette commune entre Toulon et Saint-Tropez. « Ce n'est même pas une ville mais une seule et longue rue qui épouse les courbes d'une plage de sable battue par la Méditerranée ».